# بلير هيرتر
بلير جوزيف هيرتر (من مواليد 23 يونيو 1980) هو شخصية تلفزيونية أمريكية، معروف بظهوره في مسلسلات تلفزيونية مثل (بالإنجليزية: Road Rules: The Quest)‏، (بالإنجليزية: Real World/Road Rules Challenge)‏، (بالإنجليزية: Attack of the Show!)‏ وإكس-بلاي وأميركان نينجا واريور.

## النشأة
ولد هيرتر في سكوت، لويزيانا.

## حياته المهنية
عمل هيرتر لصالح قناة إم تي في، وظهر في مواسم سلسلة (بالإنجليزية: Road Rules: The Quest)‏ وسلسلة (بالإنجليزية: Real World/Road Rules Challenge)‏، بالإضافة إلى سلسلة (بالإنجليزية: G-Hole)‏. في عام 2007 انضم إلى شبكة جي4 كمنتج ومضيف بديل متناوب لـ(بالإنجليزية: Attack of the Show!)‏ (وقسم "(بالإنجليزية: The Feed)‏") وإكس بلاي. شارك في استضافة الموسم الافتتاحي لبرنامج أميركان نينجا واريور مع أليسون هيسليب. خلال معرض الترفيه الإلكتروني لعام 2013، شارك بلير في تقديم تغطية حدث البث المباشر المسائي لـ (بالإنجليزية: Xbox @ E3 Live)‏ من مايكروسوفت على إكس بوكس نيتورك مع شخصيات جي4 السابقة مورغان ويب وكيفن بيريرا. انضم هيرتر إلى وكالة (بالإنجليزية: Midnight Oil Agency)‏ كمدير تنفيذي لتطوير الأعمال وفي عام 2019 انضم إلى مجموعة التسويق (بالإنجليزية: Advncr)‏ كرئيس تنفيذي للعلامة التجارية ونائب الرئيس الأول للشراكات.
وفي عام 2020، عاد إلى جي4 كنائب رئيس لشراكات المحتوى وتطوير العلامة التجارية لشركة (بالإنجليزية: Comcast Spectacor)‏، وهو القسم الذي يشرف على إعادة الإطلاق.
في عام 2022، ترك هيرتر شركة جي4 وانتقل إلى هولندا لتولي منصب تنفيذي في (بالإنجليزية: Team Liquid)‏.

## حياته الشخصية
في عام 2012، تزوج هيرتر من زميلته في جي 4 جيسيكا تشوبوت. ورزقوا بإبن، إيمرسون رولاند هيرتر.

## روابط خارجية
- بلير هيرتر في قاعدة بيانات الأفلام على الإنترنت